# Winfield Racing School

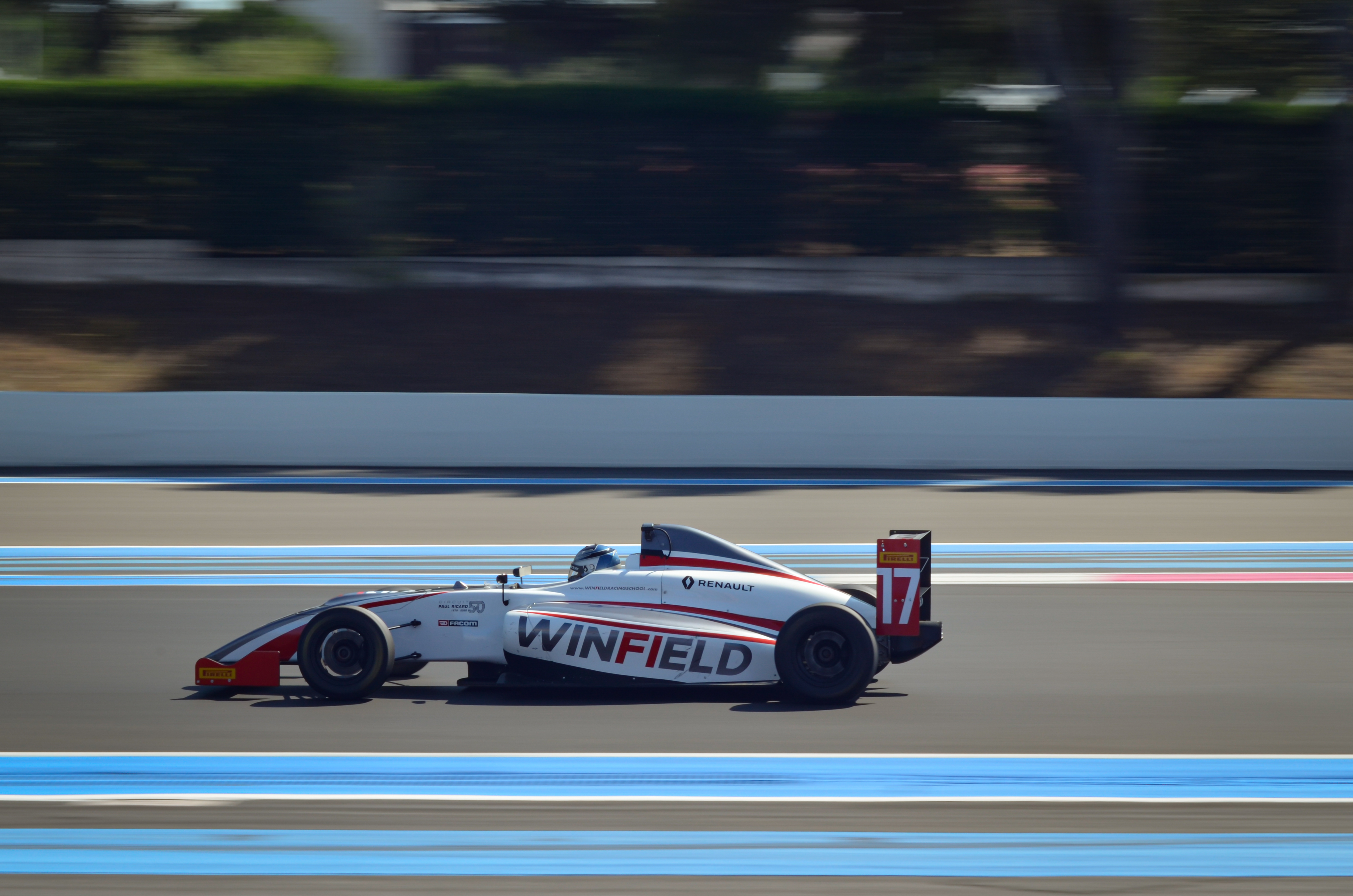
Mygale-Renault F4 2019 de la Winfield Racing School au Circuit Paul Ricard.

La Winfield Racing School est une école de pilotage fondée à Magny-Cours en 1964 par Bill Knight et ses deux fils, Mike et Richard, avant d'ouvrir un second établissement au Circuit Paul Ricard au début des années 1970. Elle fut l'école de formation de nombreux pilotes connus des années 1970 au milieu des années 90 comme : Alain Prost, Damon Hill, Jacques Laffite, Jean Alesi, Didier Pironi, Jean-Louis Schlesser, ou encore Olivier Panis.

## Repères historiques
Au tout début des années 1960, Bill Knight, un pilote chevronné des courses de sable sur l'île de Jersey et propriétaire d'un circuit de karting à Majorque, se rapproche de l'école de pilotage monté par Jim Russell en 1956 à Snertterton pour le convaincre d'ouvrir une filiale en France. L'affaire est conclue et l'école Jim Russel ouvre en 1963 à Magny-Cours. Mike Knight et Richard Knight, les deux fils de Bill Knight viennent aider leur père dans la gestion et le développement de cette nouvelle école.
En 1964, la famille Knight arrête sa collaboration avec Jim Russell et décide de créer sa propre école de pilotage et sa propre marque. La « Winfield Racing School » est née. Le choix de Winfield se fait en souvenir du nom de la grand-mère maternelle des fondateurs. À cette période, ce sont des Lotus 18 qui sont utilisées dans l'école, mais celles-ci manquent cruellement de fiabilité. Pour résoudre ce problème, Bill Knight propose à son ami rencontré sur les courses de sable de Jersey Tico Martini de superviser l'aspect matériel de l'école qui s'appelait alors Winfield Motor Racing School.
Tico Martini, mécanicien de formation et pilote amateur, devient concepteur des monoplaces de l'école de pilotage, dont la première voit le jour en 1967 : la MW1 (pour Martini – Winfield). Dès 1970, les monoplaces MW changent de nom, pour devenir MK (pour Martini-Knight). Les projets de Tico Martini présentent de gros avantages sur les Lotus 18 : elles sont solides et facilement réparables. Ces monoplaces innovantes et fiables font monter la notoriété et la réputation de la Winfield Racing School. Jusqu'alors uniquement destiné à l'école de pilotage, les monoplaces de Tico Martini commencent à avoir un succès commercial dans la catégorie Formule France (catégorie inférieure à la Formule 3, plus accessible et servant de tremplin pour les pilotes prometteurs). Dans la même année, ce sont 26 monoplaces Martini qui sortent de la Winfield Racing School à destination de plusieurs clients.
Dès 1963, le pétrolier Shell décide de patronner l'école et de créer le « Volant Shell » dans le but de détecter les pilotes talentueux de demain. Alors que l'école Winfield est encore connue sous le nom « École Jim Russel », Bill Knight rachète le nom « Volant Shell » et en assure les financements. 300 prétendants au titre s'inscrivent la première année.
En 1966, Bill Knight se retire de la Winfield Racing School et cède ses responsabilités à Tico Martini, ainsi qu'à ses deux fils Mike et Richard.
En 1968, le Volant Shell révèle Jean-Luc Salomon. Grâce à sa victoire, une monoplace lui sera offerte en 1969 pour une saison en championnat Formule France. Dans la même année, Jacques Laffite remporte le « Trophée Winfield », un programme crée par l'école de pilotage ayant pour but de donner une seconde chance aux pilotes prometteurs qui ont loupé leur victoire au « Volant Shell ». À partir de 1974, le Volant Shell devient le « Pilote Elf », jusqu'à sa dernière édition en 1993 avec la victoire de Sébastien Boulet.

## Winfield Racing School au Circuit Paul Ricard
En 1970 naît un nouveau circuit dans le sud de la France : le circuit Paul-Ricard. Dès 1971, la filière Renault-Elf et le circuit Paul-Ricard se sont associés pour la création de l'école de pilotage portant leur nom.
En 1973, l'école de pilotage « Renault-Elf Circuit Paul Ricard » devient « Winfield Racing School », la deuxième école après celle de Magny-Cours, dirigée par Simon de Lautour. Elle marque le début de l'association avec Renault et Elf, pour ce qui deviendra le « Volant Elf-Winfield » en 1973. A la fin de chaque saison, des éliminatoires sont organisés par l'école de pilotage dans le but de faire concourir les cinq meilleurs élèves lors d'une finale. Le vainqueur bénéficie l'année suivante d'une monoplace et d'un financement complet d'une saison en Championnat de France Formule Renault. Plusieurs pilotes notables ont participé à ce concours, qui s'étendra jusqu'en 1994 : Alain Prost, Bruno Saby, Jean Alesi, Damon Hill, Jacques Laffite, Olivier Panis, Bertrand Gachot, Stéphane Ortelli, Richard Dallest…
En 1985, l'écurie Winfield voit le jour. Dirigée par Gérard Camili (finaliste du Volant Elf en 1971) dont les premiers pilotes seront Eric Bernard (vainqueur du Volant Elf-Winfield 1983) et Erik Comas (vainqueur du Volant Elf-Winfield 1984), l'écurie permet d'achever l'apprentissage des élèves les plus talentueux de l'école, jusqu'à leur accession en F3000.
Du milieu des années 1960 au milieu des années 1990, 30 000 élèves du monde entier sont passés par l'école de pilotage pour se former à la course en compétition et tenter de gagner le « Volant Elf-Winfield ».

## Winfield Racing School aujourd'hui
Relancée en 2016 après quinze ans d'absence, la Winfield Racing School propose des stages de perfectionnement pour jeunes pilotes comme lors de sa création en 1964, mais aussi des programmes exclusifs de pilotages pour les entreprises et les particuliers. Le F1 Driving Experience permet notamment aux clients qui n'ont aucune expérience de conduire une voiture de Formule 1 moderne utilisée en championnat officiel en 2012.
L'école de pilotage a également relancé en 2018 le « Volant Winfield » et le « Trophée Winfield », des programmes de formation et de sélection en monoplace. Le vainqueur du Volant Winfield 2018, le Brésilien Caio Collet, a été couronné champion de France FIA F4 la même année et est membre de la Renault Sport Academy depuis 2019. Théo Pourchaire, vainqueur du Trophée Winfield 2018, a remporté quant à lui le championnat d'Allemagne de Formule 4 en 2019 et a fait ses débuts en Formule 3 l'année suivante.

## Palmarès de la Winfield Racing School
- Patrick Tambay (vainqueur Volant Elf 1971[13]) :
  - Vainqueur du championnat CanAm (1977 et 1980) ;
  - Neuf saisons en championnat du monde de F1 (1977 à 1986). Deux victoires et onze podiums[17].
- Didier Pironi (vainqueur Volant Elf 1972[13]) :
  - Une victoire aux 24 Heures du Mans (1978) ;
  - Cinq saisons en championnat du monde de F1 (1978 à 1982). Trois victoires et treize podiums. Vice-champion du monde en 1982.
- Alain Prost (vainqueur Volant Elf-Winfield 1975[13]) :
  - Treize saisons en championnat du monde de Formule 1 (de 1980 à 1993). Sacré quatre fois champion du monde de F1 (1985, 1986, 1989, et 1993). Cinquante-et-une victoires et 106 podiums[6].
- Jean Alesi (finaliste Volant Elf-Winfield 1983[13]) :
  - Treize saisons en championnat du monde de F1 (1989 à 2001). Une victoire et trente-deux podiums.
- Eric Bernard (vainqueur Volant Elf-Winfield 1983[13]) :
  - Vainqueur du championnat Formule Renault 2.0 France (1987) ;
  - Quatre saisons en championnat du monde de F1 (1989, 1990, 1991, 1994).
- Olivier Panis (vainqueur Volant Elf-Winfield 1987[13]) :
  - Dix saisons en championnat du monde de F1 (1994 à 2004). Une victoire et cinq podiums ;
  - Victoire aux 12 Heures de Sebring (2011).

- Renaud MALINCONI (vainqueur Volant Winfield 1994) :
  - Vainqueur du championnat de France Formule 4 (1995).

- Caio Collet (vainqueur Volant Winfield 2018[13]) :
  - Vainqueur du championnat de France Formule 4 (2018).